# Pierre Lahaut
 (juin 2023).
 (juin 2023).
La mise en forme du texte ne suit pas les recommandations de Wikipédia : il faut le « wikifier ».
Les points d'amélioration suivants sont les cas les plus fréquents. Le détail des points à revoir est peut-être précisé sur la page de discussion.
- Les titres sont pré-formatés par le logiciel. Ils ne sont ni en capitales, ni en gras.
- Le texte ne doit pas être écrit en capitales (les noms de famille non plus), ni en gras, ni en italique, ni en « petit »…
- Le gras n'est utilisé que pour surligner le titre de l'article dans l'introduction, une seule fois.
- L'italique est rarement utilisé : mots en langue étrangère, titres d'œuvres, noms de bateaux, etc.
- Les citations ne sont pas en italique mais en corps de texte normal. Elles sont entourées par des guillemets français : « et ».
- Les listes à puces sont à éviter, des paragraphes rédigés étant largement préférés. Les tableaux sont à réserver à la présentation de données structurées (résultats, etc.).
- Les appels de note de bas de page (petits chiffres en exposant, introduits par l'outil «  Source ») sont à placer entre la fin de phrase et le point final[comme ça].
- Les liens internes (vers d'autres articles de Wikipédia) sont à choisir avec parcimonie. Créez des liens vers des articles approfondissant le sujet. Les termes génériques sans rapport avec le sujet sont à éviter, ainsi que les répétitions de liens vers un même terme.
- Les liens externes sont à placer uniquement dans une section « Liens externes », à la fin de l'article. Ces liens sont à choisir avec parcimonie suivant les règles définies. Si un lien sert de source à l'article, son insertion dans le texte est à faire par les notes de bas de page.
- La présentation des références doit suivre les conventions bibliographiques. Il est recommandé d'utiliser les modèles {{Ouvrage}}, {{Chapitre}}, {{Article}}, {{Lien web}} et/ou {{Bibliographie}}. Le mode d'édition visuel peut mettre en forme automatiquement les références.
- Insérer une infobox (cadre d'informations à droite) n'est pas obligatoire pour parachever la mise en page.

Pour une aide détaillée, merci de consulter Aide:Wikification.
Si vous pensez que ces points ont été résolus, vous pouvez retirer ce bandeau et améliorer la mise en forme d'un autre article.
 (décembre 2016).
Si vous disposez d'ouvrages ou d'articles de référence ou si vous connaissez des sites web de qualité traitant du thème abordé ici, merci de compléter l'article en donnant les références utiles à sa vérifiabilité et en les liant à la section « Notes et références ».
 (juin 2023).
Il peut être nécessaire de l'améliorer pour respecter le principe de neutralité de point de vue. Veuillez consulter la page de discussion pour plus de détails.

Pierre Lahaut (30 avril 1931 à Etterbeek - 29 septembre 2013 à Uccle) est un peintre belge du XXe siècle, qui a fondé le groupe Axe 59[réf. nécessaire], et a contribué au mouvement symboliste.

## Biographie[1]
Son père est ingénieur des mines dans les charbonnages de Charleroi. Marqué par l'assassinat de Julien Lahaut, Pierre Lahaut fut un certain temps syndicaliste, membre de la CGSP.
Il enseigne le dessin de 1960 à 1962 à l'Athénée Royal de Namur, à l'École moyenne de l'État à Wellin. Il réside et travaille à Paris sous contrat d'exclusivité avec la Galerie Massol en 1963.
En 1965, il représente la Belgique à la Biennale de San Marino. En 1969, il est nommé professeur chargé du cours de dessin et d'imagination graphique à l'ENSAV de La Cambre à Bruxelles et, en 1979, il crée, avec l'appui de Robert-Louis Delevoy, l'atelier de dessin et stimulation graphique. Il le dirige jusqu'en 1995.
De 1970 à 1980, il est en contrat d'exclusivité avec la Galerie Lens Fine Art à Anvers (Belgique).
En 1981, il est envoyé par le gouvernement belge aux États-Unis, pour un voyage d'étude et de travail. Il visite des départements d'art à Berkeley, UCLA, Stanfort, Calart à Los Angeles et à l'université de San Francisco, aux universités de Miami et de Tempa en Floride ; à New York : la School of Visual Arts, l'université Columbia et l'institut Pratt de Brooklyn.
Il collabore avec le ministère de l'Éducation pour refondre l'enseignement supérieur des arts visuels en termes d'équivalence avec les statuts de l'enseignement universitaire.
À partir de 1994, il crée un langage symbolique dans les natures mortes. Il utilise des formes géométriques reprises dans de nombreuses œuvres à l'huile, au pastel et à l'aquarelle, créant une ambivalence entre la peinture et le dessin. Il meurt à 81 ans, le 29 septembre 2013 à Bruxelles.
Le philosophe Lambros Couloubaritsis, professeur à l'ULB, s'est intéressé à l'œuvre de Pierre Lahaut, comme des auteurs tels que René Micha, Françoise Lalande et Danielle Gillemont.

## Prix et distinctions
- 1958 : Distinction Jeune Peinture Belge
- 1959 : Distinction Jeune Peinture Belge
- 1959 : Prix Hélène Jacquet
- 1960 : mention au prix Talens
- 1961 : Premier prix au concours Berthe Art (organisé par la Direction générale des Beaux-Arts et des Lettres) ; Prix de Peinture de la Province de Namur ; Sélection au prix Olivetti
- 1962 : Sélectionné pour le Prix Victor Choquet, Paris
- 1965 : Bourse de la Direction générale des Beaux-arts et des Lettres pour l'intérêt de ses recherches artistiques
- 1967 : Élu membre de l'Académie Picard
- 1990 : Prix Albert décerné en raison de l'intérêt exceptionnel de son œuvre Classe des Beaux-Arts de l'Académie royale de Littérature et des Beaux-Arts de Belgique[réf. nécessaire]
- 1990 : Prix Jos Albert (Académie royale) ; Membre de la Commission consultative de la Communauté française
- 1992 : Chevalier de l'ordre de Léopold
- 1994 : Officier de l'Ordre de la Couronne
- 1996 : Professeur honoraire

## Œuvres notoires[2]
- La Déesse noire
- Paysages incandescents
- Le Paradis retrouvé

## Expositions

### Personnelles
- 1959 : Galerie Les Contemporains, Bruxelles (Belgique).
- 1960 : Galerie Les Contemporains, Bruxelles (Belgique).
- 1962 : Galerie Jacques Massol, Paris (France).
- 1963 : Galerie Les Contemporains, Bruxelles (Belgique).
- 1967 : Palais des Beaux-arts, Bruxelles (Belgique).
- 1968 : Maison Belge, Cologne, République fédérale d'Allemagne.
- 1970 : Galerie Mallenhof, Cologne, République fédérale d'Allemagne.
- 1971 : Palais des Beaux-Arts, Bruxelles (Belgique).
- 1973 : Neuer Berliner Kunstverein, Berlin, République fédérale d'Allemagne.
- 1974 : Galerie Hervé Alexandre, Bruxelles (Belgique).
- 1975 : Galerie Hervé Alexandre, Bruxelles (Belgique).
- 1981 : Galerie Lens Fine Art, Anvers (Belgique).
- 1982 : Palais des Beaux-Arts, Bruxelles (Belgique).
- 1984 : Paysages, galerie Lens Fine Art, Anvers (Belgique).
- 1985 : Paysages, galerie X+, Bruxelles (Belgique).
- 1987 : Galerie Aglaia, Florence (Italie).
- 1988 : Maison de la Culture de Namur, Namur (Belgique).
- 1988 : Galerie X+, Bruxelles et Gand (Belgique).
- 1988 : Galerie Éphémère, Montigny-le-Tilleul (Belgique).
- 1989 : Galerie X+, Bruxelles (Belgique).
- 1990 : Lens Fine Art, Anvers (Belgique).
- 1991 : Galerie new Sélection, Knokke (Belgique).
- 1993 : Galerie Détour, Jambes (Belgique).
- 1994 : Galerie le Cyan, Liège (Belgique).
- 1996 : Centre d'Art Contemporain, Bruxelles (Belgique).
- 1998 : The Herbert Read Gallery, Canterbury (Royaume-Uni).
- 1998 : Kent Institut of Art and Design, Canterbury (Royaume-Uni).
- 1998 : The Sandra Rhodes Gallery, Rochester (Royaume-Uni).
- 1998 : Kent Institut of Art Design, Rochester (Royaume-Uni).
- 2000 : Orion Art Gallery, Bruxelles (Belgique).
- 2001 : Still Life, Orion Art Gallery, Bruxelles (Belgique).
- 2003 : Galerie Atout Atout, Paris (France).
- 2004 : Galerie Sylvie Alépée-Ebert, Paris (France).
- 2004 : Galerie l'Atelier, Boulogne (France).
- 2005 : Galerie Quadri, Bruxelles (Belgique).
- 2006 : Galerie La Navire, Brest (France).
- 2006 : Orangerie du Musée de Sens, Sens (France).
- 2008 : Galerie des Ormes, Courtenay (France).
- 2009 : Galerie Didier Devillez, Bruxelles (Belgique).
- 2011 - 2012 : Hommage à Pierre Lahaut, Musée d'Ixelles, Bruxelles (Belgique).
- 2012 : Galerie Maruani & Noirhomme : Aquarelles inédites, Bruxelles (Belgique).
- 2017 : Musée Royaux des Beaux-Arts de Belgique : Pierre Lahaut, les années 60

### Collectives
- 1958 : Jeune peinture Belge, Palais des Beaux-Arts de Bruxelles (Belgique).
- 1959 : Fondation Groupe Axe 59 (Belgique).
- 1960 : Jeune Peinture Belge, Palais des Beaux-Arts, Bruxelles (Belgique).
- 1961 : Biennale des jeunes, Paris (France).
- 1961 : Galerie Marcel Dupuis, Paris (France).
- 1962 : Salon Ligne 4, Paris (France).
- 1962 : Fondation Bernard Lapôtre, cité Universitaire, Paris (France).
- 1962 : Galerie Marcel Dupuis, Galerie Neuville, Paris (France).
- 1962 : L'Œuvre à la portée de tous, Knokke et Verviers (Belgique).
- 1963 : Aspect de la peinture belge, Galerie Jacques Massol, Paris (France).
- 1963 : Art Belge contemporain, Luxembourg.
- 1963 : Grand-Duché du Luxembourg.
- 1964 : Visie 64, Courtrai (Belgique).
- 1964 : Abstraits Wallons, Liège, Charleroi, Gand (Belgique) ; Lyon (France).
- 1964/1965 : 'Hedendaagse Kunst in België', Anvers, Hasselt, Numaur, Gand, Mons, etc.
- 1965 : Bisannuelle de San Marina, Milan (Italie)
- 1966 : Art Contemporain, Utrecht (Pays-Bas).
- 1972 : Biennale de New-Delhi, New-Delhi (Inde).
- 1972 : Art Belge de 1850 à nos jours, Bucarest (Roumanie) ; Sofia (Bulgarie).
- 1972 : Budapest (Hongrie).
- 1972 : Jeune Peinture belge, Eindhoven (Pays-Bas).
- 1968 : Triennale de peinture, Bruges (Belgique).
- 1969 : Galerie Mollenhof et Morstein, Cologne, Allemagne.
- 1970 : Kunstmarkt, Berlin, République fédérale d'Allemagne.
- 1971 : Triennale de peinture, Bruges (Belgique).
- 1972 : La Vénus de Milo, Musée des Arts décoratifs, Paris (France).
- 1972 : La Vénus de Milo, Palais des Beaux-Arts Bruxelles (Belgique).
- 1973 : Art belge contemporain, Darmstadt, République fédérale d'Allemagne.
- 1974 : Les Hyperréalistes belges, Palais des Beaux-Arts, Bruxelles, Gand (Belgique).
- 1974 : Milan (Italie).
- 1977 : Kunstmesse (stand Lens Fine Art), Bâle (Suisse).
- 1978 : Kunstmesse (stand Lens Fine Art), Bâle (Suisse).
- 1978 : L'Art en Belgique pendant les années soixante, Gand (Belgique).
- 1978 : Classic VIII, Bruxelles (Belgique).
- 1980 : Caméra et peinture, Europalia, CER, Bruxelles (Belgique).
- 1981 : Œuvres sur papier, Centre de la Communauté française de Belgique.
- 1983 : Lens Fine Art, Studio Marconi, Milan (Italie).
- 1983 : Kunstmesse (stand Lens Fine Art), Bâle (Suisse).
- 1983 : Artiste, professeur à l'ENSAV la Cambre, New York.
- 1984 : Accrochage d’Été, International galerie Lasne (Belgique).
- 1985 : Confrontation Galerie X+, Knokke Belgique.
- 1987 : Le paysage dans l'art contemporain, Galerie Isy Brachot, GPOA, Bruxelles (Belgique).
- 1987 : Galerie Hilton, Bruxelles (Belgique).
- 1989 : Ironie du paysage, Musée des Beaux-Arts de Mons (Belgique).
- 1989 : Le défi culturel, Palais des Expositions de Namur (Belgique).
- 1989 : Neuf dessinateurs, Communauté Française, Huy (Belgique).
- 1989 : Bocholt, République fédérale d'Allemagne.
- 1989 : Galerie X+, Knokke (Belgique).
- 1989 : Galerie AgLaia International, Florence (Italie).
- 1991 : Lieux retrouvés - Mémoires secrètes, Linéart, Thuin (Belgique).
- 1991 : Galerie Patrick Derom, Bruxelles (Belgique).
- 1991 : Paysages Vision contemporaine, Galerie du Crédit Communal de Belgique.
- 1991 : Peinture Belge Contemporaine, Montréal, Canada.
- 1992 : Paysage dans l'art Contemporain, Musée de la Cour d'or, Metz (France).
- 1993 : Galerie Patrick Derom Gand (Belgique).
- 1993 : CEE Centre Breydel ét Borschette, Bruxelles (Belgique).
- 1993 : Grands Formats organisés par le CGRI, Bruxelles (Belgique).
- 1993 : GPOA, Bruxelles (Belgique).
- 1994 : Galerie Michel Luneau, Nantes (France).
- 1994 : Correspondance, Bruxelles (Belgique).
- 1995 : Galerie les contemporains, Bruxelles (Belgique).
- 1996 : Coups de crayons, taches d'encres, Centre wallonie-Bruxelles Paris (France).
- 1998 : Musée de Calda Da Rainha (Portugal).
- 1998 : Nouvelle subjectivité, Palais des Beaux-Arts, Bruxelles (Belgique).
- 2000 : Summer Prospects, Orion Art Gallery, Ostende (Belgique).
- 2000 : Nouvelle subjectivité, Palais des Beaux-Arts, Bruxelles (Belgique).
- 2000 : Summer Prospects, Orion Art Gallery, Ostende (Belgique).
- 2001 : Summer Prospects, Orion Art Gallery, Ostende (Belgique).
- 2003 : Collection Meeus, Louvain-la-Neuve (Belgique).
- 2004 : Festival Arenberg, Avers (Belgique).
- 2008 : Du dessin à l'animation du dessin, Centre WallonieBruxelles, Paris (France).

## Ouvrages contenant ses œuvres

### Livres
- Art abstrait en FlandreBruxelles, Ed. L'Arcade, 1963.
- Bernard Dorival (dir), La peinture contemporaine en Europe, Paris, Ed. Lucien Mazenod, 1964.
- Karel Gheirland, Florent Bex, L'Art en Belgique depuis 1945, Anvers Fonds Mercator, 1979.
- Jean Clair, La Nouvelle subjectivité, Bruxelles, Lebeer-Hausman 1979.
- Paul Casol, Un siècle de peinture wallonne de Félicien Rops à Paul Delvaux, Ed Rossel 1983.
- Collection du Musée d'Art Contemporain de Gand, Ed Kredietbank, 1984.
- Collection du Crédit Communal de Belgique. Bruxelles, Crédit Communal de Belgique, 1988.
- Serge Goyens de Heusch, Fondation pour l'Art belge Contemporain, 1988.
- Yves Gilson, La Mer du Nord du Zoute à la Panne : Art pictural, richesse d'une région à multiples facettes, Prés aux Sources/ Bernard Gilson, 1991.
- Nicole d'Huart, Bruno Fornari, Le Musée Communal d'Ixelles, Musea Nostra Bruxelles, Ed du Crédit Communal de Belgique, 1994.
- Le dictionnaire des peintres Belges du XIVe siècle à nos jours, Tournai, La Renaissance du livre, 1995.
- Florent Bex, L'Art en Belgique depuis 1975, Bruxelles, Fonds Mercator, 2001.
- Jean Dypréaux, Le point de vision écrit sur l'art, Édition Marot, 2003.

### Catalogues personnels
- On the gras Pierre Lahaut, pastels, avec des textes de John Merkert, Michel Baudson.
- La mort de l'ours polaire, avec un texte de René Micha, Lens Fine Art, Anvers 1981.
- Pierre Lahaut - Pastels, avec un texte de Michel Baudson, Palais des Beaux-arts, Bruxelles 1982.
- Paysages, avec un texte de Giuliano Serafini, Galeira Aglaia, Florence. 1987.
- La Déesse noire, Pierre Lahaut - dessins, avec une préface de Claude Lorent, Maison de la Culture, Namur 1987.
- La Déesse noire, Pierre Lahaut, avec une préface de Nathalie Coucke, Maison Belge à Cologne, 1988.
- Still Life paintings, avec une préface de Françoise Lalande, Orion.
- Pierre Lahaut, natures mortes, Centre d'art contemporain, Bruxelles 1996
- Art Gallery, Bruxelles, 1996.
- Veuve pour une cause injuste, Exposition Pierre Lahaut, Palais des Beaux-Arts, 1997.
- Pierre Lahaut, texte de Lambros Couloubaritis, Orion Art Gallery, Orangerie de Sens, Sens, 2001.

### Catalogue collectifs
- Deuxième Biennale de Paris, Musée d'Art moderne de la Ville de Paris, 1961.
- L'Art d'aujourd'hui en Belgique, Pro civitate/ Crédit Communal 1963.
- Sept Boursiers du Gouvernement Belge, de Taeye, Joly, Lahaut, Point, Souply, Vinche, Musée des Beaux-arts, Mons, Maison de la Culture, Namur ; Cercle Artistique, Tournai 1969-1970.

### Catalogues d'exposition
- L'Art en Belgique dans les années soixante, Abbaye Saint pierre, Gand, 1979.
- Provincial Museum voor Moderne Kunst, P.M.M.K. Oostende, Willy Van Den Bussche.
- Œuvres acquises par le Ministère français de la culture, 1973-1978.
- Catalogue des acquisitions de la Communauté française de Belgique 1979-1982 : œuvres sur papier, artistes de Wallonie et Bruxelles.
- Camille de Taye, Pierre Lahaut, Roger Somville, Charles Szymkowicz et Roger Wolfs, Centre culturel de la communauté française de Belgique, Paris 1981.
- Mara eens in her landscape, Internationaal Kultureel Centrum Antwerpen.
- Rencontre 1982 : L'art belge depuis 1945, Musée des Beaux-Arts.
- Aspect de l'art belge actuel, Banque Nationale de Belgique 1983-1984.
- Le paysage dans l'art contemporain, Abbaye De Noirlac, Musée de Metz, Centre d'art du Crédit Communal de Belgique, Bruxelles 1990-1991.
- Catalogue des acquisitions de la Communauté française de Belgique 1989-1992 : Dessins de neuf artistes de la communauté française de Belgique: Dario Caterina, Eddy Devolder, Jean-Michel.
- Coup de crayon, taches d'encres, Centre Wallonie-Bruxelles, Paris 1996.

## Musées et collections publiques
Œuvres dans de nombreuses collections publiques et privées en Europe et aux États-Unis :
- Collections publiques : Collection État belge ; Collection Communauté française de Belgique.
- Banques : Dexia (anciennement Banque de Paris et des Pays-Bas et Crédit Communal) ; Banque Nationale ; BNP-Paribas ; ING (anciennement Banque Bruxelles Lambert) ; Ippa.
- Sociétés : IBM ; BBL ; Société d'assurances.
- Musées : Musée d'art contemporain de Gand ; Musée d'art contemporain, ULB, Bruxelles ; Musée d'Ixells ; Musée d'art moderne, Bruxelles ; Musée d'art moderne de Liège ; Musée d'art moderne d'Ostende ; Musée de Tournai ; Musée de Verviers ; Musée d'Ixelles ; Musée du Sart Tilman, Liège ; Musée national d'art moderne, Paris ; Musée royaux des Beaux-arts de Belgique, Bruxelles ; Fondation Serge Goyens de Heusch, Bruxelles.

## Filmographie
- RTBF, par le cinéaste Jean Antoine, Questions white painting… paintings factual Arts and Culture, 1975
- RTBF, Hommage à Pierre Lahaut au Musée d'Ixelles[réf. nécessaire].